# Ивановский, Николай Степанович
Николай Степанович Ивановский (до 1918 — Иванов) (1902—1979) — советский военно-морской деятель, контр-адмирал (1944).

## Биография
Родился в русской семье, член РКП(б) с 1925 по 1949. Окончил Военно-морское училище имени М. В. Фрунзе в 1927, подводный класс Специальных курсов командного состава ВМС в 1930, академические курсы офицерского состава при Военно-морской академии имени К. Е. Ворошилова в 1947.
В РККФ с 1918 года. Участник Гражданской войны, строевой матрос, начальник пулемётной команды, баталер, машинный содержатель на кораблях Волжской военной флотилии с марта 1918 по май 1924.
Минёр подводной лодки «Политработник» с октября 1927 по октябрь 1929, помощник командира подводной лодки «Революционер» с октября 1930 по декабрь 1932. Командир подводной лодки «Щ-104» с декабря 1932 по май 1935, командир 32-го дивизиона 5-й морской бригады Тихоокеанского флота (ТОФ) с 1935 по 1936, 41-го дивизиона 6-й морской бригады с августа 1936 по июль 1938. В августе 1938 арестован НКВД и 16 августа 1939 осуждён на 5 лет лишения свободы по так называемому «Делу Холостякова». В июле 1940 освобождён, восстановлен в кадрах ВМФ СССР, начальник штаба 2-й бригады подводных лодок Балтийского флота (КБФ). После реорганизации подводных сил КБФ в сентябре 1941 стал начальником штаба объединённой бригады.
Заместитель командира бригады подводных лодок КБФ с февраля 1942 по январь 1943. Начальник подводного плавания штаба ТОФ с января 1943 по сентябрь 1947. Участник советско-японской войны, командир высадки десанта в порту Юки (ныне Унги, Северная Корея) 11 августа 1945. Командир военно-морской базы (ВМБ) Балтийска в 1947—1948, Рижской ВМБ, старший морской начальник в Риге в 1948—1949. В распоряжении главкома ВМС в июне-августе и октябре-ноябре 1949, начальник полигона ВМС № 232 в августе-октябре 1949, начальник полигонно-щитового отдела тыла Северного флота с 1949 по март 1950.
Уволен в запас «за грубое нарушение воинской дисциплины», исключён из партии. Похоронен на Гарнизонном кладбище в Риге.

## Звания
- капитан 3-го ранга;
- контр-адмирал (1944).

## Награды
Награждён орденом Ленина (1945), четырьмя орденами Красного